# Federico de Madrazo y Ochoa
Federico de Madrazo y Ochoa (1875, Roma - 1934, Madrid) fou un pintor espanyol que desenvolupà la seva carrera majoritàriament a Madrid, tot i que també durant algun temps a París.
Formava part d'una família famosa d'artistes espanyols que inclou el seu pare Raimundo de Madrazo, el seu oncle Ricardo de Madrazo, el seu avi, Federico de Madrazo, i el seu besavi José de Madrazo.

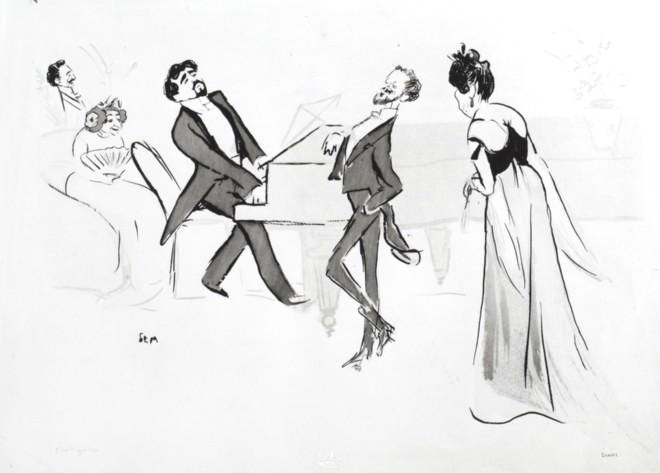
Reynaldo Hahn, al piano, amb Federico de Madrazo y Ochoa i Madeleine Lemaire. Dibuix de Sem (Georges Goursat)

Va treballar juntament amb Jean Cocteau per escriure un ballet, Le Dieu bleu (El Déu Blau), el 1912, per als Ballets russos de Serguei Diàghilev. La música pel ballet va ser composta per Reynaldo Hahn. També va pintar el retrat de Cocteau més conegut.